# Azərbaycan
Azərbaycan (ros. Азербайджан) – organ prasowy Legionu Azerskiego podczas II wojny światowej
Pierwszy numer pisma ukazał się 7 lipca 1942 r. Wychodziło ono co tydzień. Siedziba redakcji mieściła się w Berlinie. Pismo było organem prasowym Legionu Azerskiego. Wydawano je pod patronatem Komisariatu Rzeszy „Ost”. Dewiza pisma brzmiała: Walczymy tylko za swoją wolność. Żadna siła nie zmusi nas do odejścia od tego świętego celu. Pierwsze 9 numerów wyszło w języku tureckim, w dialekcie wschodnio-anatolijskim. Jednakże legioniści chcieli zmiany języka na azerbejdżański. W tym celu do kolegium redakcyjnego weszło kilku b. jeńców wojennych z Armii Czerwonej pochodzenia azerskiego. Pismo przeszło wówczas pod zwierzchnictwo Głównego Zarządu Propagandy Oberkommando der Wehrmacht (OKW). Wychodziło ono odtąd na 6–8 stronach w nakładzie 12 tys. egzemplarzy. Była rozprowadzane wśród żołnierzy Legionu Azerskiego oraz w środowiskach starych emigrantów, głównie w okupowanej Francji i Turcji. Redakcja składała się z 10 osób. Funkcję redaktora naczelnego pełnił Məcid Musazadə, a jego zastępcy Cəmil İsgəndərli. W skład redakcji wchodzili m.in.  Mövsüm Babayev (instruktor), Murtuz Bayramov (asystent techniczny), Əliheydər Süleymanov (archiwista), Zahid Ağayev (sekretarz), Əli Adıgözəlov (korektor), Xaliq Babayev (asystent techniczny). Chociaż gazeta nie była organem prasowym Azerskiego Komitetu Narodowego, ściśle z nim współpracowała, zamieszczając na swoich łamach obwieszczenia i artykuły jego działaczy. Pismo przestało wychodzić pod koniec 1944 r.